# Парламентарни избори у Србији 2007.
Ванредни избори за народне посланике у Републике Србије одржани су 21. јануара 2007. године, седми пут по реду од увођења вишестраначких избора 1990. године и први од стицања независности Србије након расформирања државне заједнице Србије и Црне Горе.

## Увод
Парламентарне изборе је расписао председник Србије, Борис Тадић, 10. новембра 2006.
Расписивању избора је претходио референдум којим је потврђен нови Устав, као и доношење Уставног закона (који је донет након вишедневних преговора парламентарних странака) по којем се избори имају одржати 60 до 120 дана од дана његовог ступања на снагу.
Такође, сви министри из странке Г17+ су 1. октобра 2006. поднели оставке након прекида преговора о придруживању Србије Европској унији.

## Прописи
На овим изборима, изборне листе које се кандидују морале су, да би кандидатура била прихваћена од стране Републичке изборне комисије, добити подршку најмање 10.000 бирача. Листе националних мањина морале су имати подршку најмање 3.000 бирача.
Гласање је спроведено на 8482 бирачка места у Србији и 57 бирачких места у 34 стране земље, а право гласа имао је укупно 6.653.851 бирач.
Посланички мандати се распоређују Д’Онтовим системом највећих количника. Да би добиле мандате у Скупштини, изборне листе морале су прећи и цензус од 5%, осим листâ националних мањина, за које цензус није постојао.
Изборна тишина, током које није дозвољено пропагирање изборних листа и кандидата, почела је у четвртак, 18. јануара 2007. у поноћ, а завршила се по затварању бирачких места. Бирачка места на територији Србије била су отворена 21. јануара од 7 до 20 часова.
Републичка изборна комисија била је обавезна да објави коначне резултате избора до четвртка, 25. јануара 2007. у 20 часова.

## Изборне листе
| #  | Назив | Назив | Назив | Први на листи      | Главна идеологија         | Политичка позиција        |
| -- | ----- | --- | --- | ------------------ | ------------------------- | ------------------------- |
| 1  |       | - Демократска странка – Борис Тадић - ДС, ДСХВ, СДП, БНС, НССНМ | - Демократска странка – Борис Тадић - ДС, ДСХВ, СДП, БНС, НССНМ | Ружица Ђинђић      | Социјални либерализам     | Од центра до левог центра |
| 2  |       | - Г17 плус – Млађан Динкић - Г17+ | - Г17 плус – Млађан Динкић - Г17+ | Млађан Динкић      | Либерални конзервативизам | Десни центар              |
| 3  |       | - Либерално-демократска партија – Грађански савез Србије – Социјалдемократска унија – Лига социјалдемократа Војводине – Чедомир Јовановић - ЛДП, ГСС, СДУ, ЛСВ, ДХСС | - Либерално-демократска партија – Грађански савез Србије – Социјалдемократска унија – Лига социјалдемократа Војводине – Чедомир Јовановић - ЛДП, ГСС, СДУ, ЛСВ, ДХСС | Чедомир Јовановић  | Либерализам               | Центар                    |
| 4  |       | - Српска радикална странка – Војислав Шешељ - СРС | - Српска радикална странка – Војислав Шешељ - СРС | Војислав Шешељ     | Ултранационализам         | Крајња десница            |
| 5  |       | - Демократска странка Србије – Нова Србија – Војислав Коштуница - ДСС, НС, ЈС, СДПО                                                                                  | - Демократска странка Србије – Нова Србија – Војислав Коштуница - ДСС, НС, ЈС, СДПО                                                                                  | Војислав Коштуница | Конзервативизам           | Десница                   |
| 6  |       | - Покрет снага Србије – Богољуб Карић - ПСС | - Покрет снага Србије – Богољуб Карић - ПСС | Миланка Карић      | Конзервативизам           | Десни центар              |
| 7  |       | - Српски покрет обнове – Вук Драшковић - СПО, ЛС, НСС, ЖЗК, СЛПС | - Српски покрет обнове – Вук Драшковић - СПО, ЛС, НСС, ЖЗК, СЛПС | Вук Драшковић      | Либерализам               | Десни центар              |
| 8  |       | листа националне мањине | - Савез војвођанских Мађара – Јожеф Каса - VMSZ/СВМ | Јожеф Каса         | Мађарска мањинска права   | Десни центар              |
| 9  |       | - Партија уједињених пензионера Србије (ПУПС) – др Јован Кркобабић и Социјалдемократска партија (СДП) – др Небојша Човић - ПУПС, СДП, СНС                            | - Партија уједињених пензионера Србије (ПУПС) – др Јован Кркобабић и Социјалдемократска партија (СДП) – др Небојша Човић - ПУПС, СДП, СНС                            | Јован Кркобабић    | Социјалдемократија        | Леви центар               |
| 10 |       | листа националне мањине | - Коалиција Листа за Санџак – др Сулејман Угљанин - СДА С, СЛПС, БДСС, РС, СДСС                                                                                      | Сулејман Угљанин   | Бошњачка мањинска права   | Центар                    |
| 11 |       | - Социјалистичка партија Србије - СПС | - Социјалистичка партија Србије - СПС | Ивица Дачић        | Демократски социјализам   | Левица                    |
| 12 |       | - ГГ Бранко Павловић – „Зато што мора боље“ - ЗШМБ | - ГГ Бранко Павловић – „Зато што мора боље“ - ЗШМБ | Бранко Павловић    | Интереси омладине         | Центар                    |
| 13 |       | - Коалиција „Војвођанске партије“ – мр Игор Курјачки - ВП, ВГП, НВ, СС, СМАПН, ПРРС                                                                                  | - Коалиција „Војвођанске партије“ – мр Игор Курјачки - ВП, ВГП, НВ, СС, СМАПН, ПРРС                                                                                  | Душица Карабенч    | Војвођански аутономизам   | Левица                    |
| 14 |       | листа националне мањине | - Унија Рома Србије – др Рајко Ђурић - УРС, ВДС | Рајко Ђурић        | Ромска мањинска права     | Центар                    |
| 15 |       | - Реформистичка странка – др Александар Вишњић - РС | - Реформистичка странка – др Александар Вишњић - РС | Александар Вишњић  | Реформизам                | Центар                    |
| 16 |       | - Демократска заједница Србије – др Обрен Јоксимовић - ДЗС, ПИ | - Демократска заједница Србије – др Обрен Јоксимовић - ДЗС, ПИ | Обрен Јоксимовић   | Десничарски популизам     | Крајња десница            |
| 17 |       | листа националне мањине | - Коалиција Албанаца Прешевске долине - PVD/ПДД, BDL/ДУД | Риза Халими        | Албанска мањинска права   | Десни центар              |
| 18 |       | - Социјалдемократија – Ненад Вукасовић - СД, СДС, КПС, СКМС | - Социјалдемократија – Ненад Вукасовић - СД, СДС, КПС, СКМС | Вук Обрадовић      | Социјалдемократија        | Леви центар               |
| 19 |       | листа националне мањине | - Мађарска слога – Андраш Агоштон – др Пал Шандор - VMDP/ДСВМ, VMDK/ДЗВМ, HVIM/ОП64З                                                                                 | Гјула Ласло        | Мађарска мањинска права   | Мађарска мањинска права   |
| 20 |       | листа националне мањине | - Ромска партија – Шајн Срђан - РП | Срђан Шајн         | Ромска мањинска права     | Ромска мањинска права     |

 – мањинска листа

## Резултати
Дана 25. јануара 2007. у 19:59, РИК је објавила коначне резултате избора. Према тим резултатима, на изборе је изашло 4.029.286 бирача, односно 60,56% од укупног броја. Важећих гласачких листића је било 3.963.087, што је 98,4% употребљених листића.
Након одлуке Врховног суда Србије, Републичка изборна комисија је, 1. фебруара, одлучила да се понови гласање на шест бирачких места на којима је гласање раније поништено. Поновљено гласање на овим местима одржано је у четвртак, 8. фебруара, а било је одштампано 4.130 гласачких листића.
Дана 9. фебруара 2007, Републичка изборна комисија објавила је нове коначне резултате избора. На изборе је изашло 4.033.586 бирача, односно 60,62% од укупног броја. Важећих гласачких листића је било 3.967.335, што је 98,4% употребљених листића.
Изборне листе су добиле следећи број гласова, односно посланичких мандата:
|                               |                                      |           |        |         |      |
| Партија                       | Партија                              | Гласови   | %      | Мандати | +/–  |
|                               | Српска радикална странка             | 1.153.453 | 29,07  | 81      | –1   |
|                               | ДС коалиција                         | 915.854   | 23,08  | 64      | +38  |
|                               | ДСС коалиција                        | 667.615   | 16,83  | 47      | –10  |
|                               | Г17 плус                             | 275.041   | 6,93   | 19      | –12  |
|                               | Социјалистичка партија Србије        | 227.580   | 5,74   | 16      | –6   |
|                               | ЛДП коалиција                        | 214.262   | 5,40   | 15      | +8   |
|                               | СПО коалиција                        | 134.147   | 3,38   | 0       | –13  |
|                               | ПУПС-СДП                             | 125.342   | 3,16   | 0       | –3   |
|                               | Покрет снага Србије                  | 70.727    | 1,78   | 0       | нова |
|                               | Савез војвођанских Мађара            | 52.510    | 1,32   | 3       | +3   |
|                               | Листа за Санџак                      | 33.823    | 0,85   | 2       | 0    |
|                               | Унија Рома Србије                    | 17.128    | 0,43   | 1       | нова |
|                               | Коалиција Албанаца Прешевске долине  | 16.973    | 0,43   | 1       | нова |
|                               | Група грађана ,,Зато што мора боље'' | 15.722    | 0,40   | 0       | нова |
|                               | Ромска партија                       | 14.631    | 0,37   | 1       | нова |
|                               | Мађарска слога                       | 12.940    | 0,33   | 0       | нова |
|                               | Војвођанске партије                  | 7.359     | 0,19   | 0       | нова |
|                               | Демократска заједница Србије         | 5.438     | 0,14   | 0       | нова |
|                               | СД коалиција                         | 4.909     | 0,12   | 0       | 0    |
|                               | Реформистичка странка                | 1.881     | 0,05   | 0       | нова |
| Укупно                        | Укупно                               | 3.967.335 | 100,00 | 250     | 0    |
|                               |                                      |           |        |         |      |
| Важећи гласови                | Важећи гласови                       | 3.967.335 | 98,38  |         |      |
| Неважећи/празни гласови       | Неважећи/празни гласови              | 65.468    | 1,62   |         |      |
| Укупно гласова                | Укупно гласова                       | 4.032.803 | 100,00 |         |      |
| Регистровани бирачи/излазност | Регистровани бирачи/излазност        | 6.653.851 | 60,61  |         |      |
| Извор: РИК                    |                                      |           |        |         |      |

 – мањинска листа
- СРС (81)
- ДС (64)
- ДСС — НС (47)
- Г17 плус (19)
- СПС (16)
- ЛДП — СДУ — ГСС — ЛСВ (15)
- СВМ (3)
- Листа за Санџак (2)
- Унија Рома Србије (1)
- ПДД—ДУД (1)
- Ромска партија (1)

## Истраживања јавног мњења - предвиђања резултата избора
Истраживања агенција за истраживање јавног мњења предвиђала су следеће резултате избора:
| Истраживач                       | Извор        | Период    | СРС     | ДС      | ДСС-НС    | СПС     | ЛДП-ГСС-СДУ-ЛСВ | Г17+ | СПО | ПСС  | мањинске странке |
| -------------------------------- | ------------ | --------- | ------- | ------- | --------- | ------- | --------------- | ---- | --- | ---- | ---------------- |
| Стретиџик маркетинг              | [мртва веза] | апр 2006. | 36%     | 24%     | 13% *     | 5%      | -               | 4%   | 3%  | 5%   | -                |
| ЦеСИД                            |              | сеп 2006. | 90 ман. | 90 ман. | 40 ман. * | 18 ман. | -               | -    | -   | -    | 12 ман.          |
| Медиум Галуп                     |              | дец 2006. | 34,9%   | 22,9%   | 13,9%     | 5%      | -               | 5,2% | -   | -    | -                |
| Скан                             |              | дец 2006. | 28%     | 25%     | 17%       | 4%      | 9%              | 5%   | 3%  | -    | -                |
| Центар за проучавање алтернатива |              | дец 2006. | 30%     | 28%     | 16%       | 6%      | 6%              | 6%   | -   | -    | -                |
| Барометар                        |              | дец 2006. | 34%     | 24,3%   | 15,7%     | <5%     | 6,4%            | 4,9% | -   | 5,3% | -                |
| неименована инострана агенција   |              | дец 2006. | 25%     | 23%     | 18%       | -       | ≈5%             | 11%  | -   | -    | -                |
* само ДСС

## Предизборни слогани
Изборне листе су користиле следеће предизборне слогане, :
| Изборна листа   | Слоган(и)                                                                                  |
| --------------- | ------------------------------------------------------------------------------------------ |
| ВП              | Неке нове лале Једина права војвођанска снага без газде у Београду. Војводино напред.      |
| Г17+            | Стручност испред политике Србија мора брже напред!                                         |
| ДЗС             | Све знаш - имаш избор!                                                                     |
| ДС              | За бољи живот! Зато што живот не може да чека!                                             |
| ДСС–НС          | Живела Србија! Србија изнад свих подела. Народ најбоље зна!                                |
| КАПД            | За бољи живот Албанаца у Прешевској долини                                                 |
| ЛДП–ГСС–СДУ–ЛСВ | Од нас зависи!                                                                             |
| ЛЗС             | За Санџак у европској Србији Ми побјеђујемо, сви добијају                                  |
| ПУПС-СДП        | Искуство и енергија! Не дамо наше тековине!                                                |
| ПСС             | Србија има снаге                                                                           |
| РС              | Знање је моћ!                                                                              |
| СВМ             | Нова шанса (Új Esély) Различити и равноправни на Европском путу                            |
| СД              | За ред, рад и одговорност Није касно! Није немогуће!                                       |
| СПС             | Одлучно за Србију Србијо! Главу горе!                                                      |
| СРС             | 50% + твој глас Да већ данас буде боље! Време је за промене Стоп корупцији, стоп криминалу |
| СПО             | Вреди се борити.                                                                           |
| УР              | Човечанство је највиши врх човека!                                                         |
Организације које су позивале на излазак на изборе су користиле следеће слогане:
| Организација                            | Слоган                  |
| --------------------------------------- | ----------------------- |
| Грађанске иницијативе                   | Глас може све!          |
| Иницијатива младих за људска права      | Немој после нисам знао! |
| Центар за слободне изборе и демократију | Са тобом има смисла     |

## Последице избора
Након ових избора, све странке које су учествовале у дотадашњој Влади добиле су мање мандата него на претходним изборима, док Српски покрет обнове није успео да пређе цензус.
С друге стране, Демократска странка је добила 28 мандата више, а скупштинске мандате су добиле и коалиција ЛДП–ГСС–СДУ–ЛСВ, као и пет странака и коалиција националних мањина.
Седми сазив Народне скупштине Републике Србије озваничен је у среду, 14. фебруара, а председавао је најстарији посланик - Борка Вучић (СПС). Током марта и априла трајали су преговори Демократске странке и Демократске странке Србије о формирању нове Владе. Првих дана маја, преговори су доспели у ћорсокак. Управо тада, 7. маја, уследио је наставак конституивне седнице парламента. Седница је трајала петнаест сати и обиловала је жестоким вербалним окршајима између посланика Српске радикалне странке, ДС-а и ДСС-а. На крају, 8. маја рано ујутро, за председника Народне скупштине изабран је Томислав Николић из Српске радикалне странке, а истог дана за потпредседнике парламента су изабрани: Наташа Јовановић (СРС), Радојко Обрадовић (ДСС) и Милутин Мркоњић (СПС).
Дана 11. маја, лидери ДС, ДСС, и Г 17 плус постигли су договор о формирању нове Владе. Тако је одмах уследила расправа о смени Томислава Николића са места председника Скупштине. Расправа је почела 12. маја, а завршена је 13. маја поподне када је Николић поднео оставку. Сутрадан је уследила расправа о Закону о министарствима и избору нове Владе. Тридесет минута пре истека законског рока, 15. маја у 23:30, Народна скупштина је изгласала поверење новој Влади коју чине ДС, ДСС, НС и Г17+, чији је председник Војислав Коштуница (ДСС), потпредседник Божидар Ђелић (ДС) и која има 22 министарства и једног министра без портфеља.
Дана 23. маја, за председника Народне скупштине изабран је Оливер Дулић (ДС), а на преостала три потпредседничка места изабрани су: Божидар Делић (СРС), Милољуб Албијанић (Г17+) и Есад Џуџевић, као представник посланичког клуба странака националних мањина, чиме је попуњен састав руководства Народне скупштине.

## Посматрачи изборног процеса
Изборе и регуларност изборног процеса надгледале су следеће организације:
- Амбасада Уједињеног Краљевства
- Амбасада Сједињених Америчких Држава
- Амбасада Словачке Републике
- Демократска партија Русије (Русија)
- Државна дума Федералне скупштине Руске федерације (Русија)
- „“ (Македонија)
- Заједница независних држава (међународна)
- „Иницијатива младих за људска права“ (Србија)
- Канцеларија посматрачке мисије Европске уније у Београду (ЕУ)
- Национални демократски институт * (САД)
- „Одбор гласача Украјине“ (Украјина)
- Организација за европску безбедност и сарадњу (међународна)
- Ромски центар за стратегију, развој и демократију ** (Србија)
- Парламентарна скупштина Савета Европе (ЕУ)
- Центар за слободне изборе и демократију (Србија)

*само у амбасади Србије у Вашингтону
**само на територији Општине Лазаревац

#### Посматрачи избора
- Амбасада Велике Британије
- Амбасада Сједињених Америчких Држава (језик: енглески)
- Европска унија (језик: енглески)
- Иницијатива младих за људска права
- Национални демократски институт (САД) (језик: енглески)
- Организација за европску безбедност и сарадњу (ОЕБС) (језик: енглески)
- Савет Европе (језик: енглески)
- Центар за слободне изборе и демократију (ЦеСИД) Архивирано на веб-сајту  (17. мај 2014)